# BMW E25 Turbo
BMW E25 Turbo är en konceptsportbil som togs fram av  BMW i samband med de olympiska sommarspelen 1972 i München.

## Design
Bilen som var  BMWs första konceptbil designades av Paul Bracq. Även om bilen hade framtoning och utseende som en sportbil med höga prestanda så var BMW:s syfte att visa upp ett antal nydanande säkerhetslösningar.
Bland dessa kan nämnas främre och bakre kofångare försedda med stötupptagande skum, sidokrockskydd samt stora glasytor för att undvika "blinda fläckar". Invändiga paneler var gjorda av mjuka material för att undvika skador på passagerarna vid eventuell krock. Bland instrumenten fanns förutom hastighetsmätare en mätare för G-krafter i sidled. Bilen hade en frontmonterad radar som övervakade avstånd till framförvarande bil och som via instrumentpanelen visade detta avstånd samt aktuell bromssträcka.
Bilen byggdes av Michelotti i Turin och var baserad på ett modifierat chassi från BMW 02-serien med en mittmonterad motor. Den hade måsvingedörrar och en hjulbas nedkortat med 100 mm till 2 400 mm. Chassit modifierades för att rymma en mittmonterad motor. Spårvidden var 1 550 mm fram och 1 530 mm bak.
Fjädringen fram var av MacPherson-typ och bak av länkarms-typ.
Bilen var försedd med ett för tiden banbrytande låsningsfritt bromssystem. Hjulen hade storleken 14 x 9,5 tum och hade Dunlop-däck.
Bilen hade en tvärmonterad mittmotor hämtad från BMW 2002 men försedd med turboladdning med en turbo av typen KKK BLD. Motorn utvecklade 206 kW (280 hk; 276 hk) vid 7 100 RPM och kunde accelerera till 100 km/h (62 mph) från stillastående på 6,6 sekunder. Toppfarten var 250 km/h (155 mph).